# Felix Brucks
Felix Brucks (* 1. Juni 1874 in Berlin; † 8. Juni 1938 in  Berlin-Tegel) war ein deutscher Staatsbeamter (Gefängnisdirektor). Brucks wurde durch mehrere mysteriöse Todesfälle – darunter sein eigener – im Zusammenhang mit den Ermittlungen zum Reichstagsbrand von 1933 bekannt.

## Leben
Brucks studierte in Jena. Dort trat er im Sommersemester 1894 der Landsmannschaft Suevia Jena (heute Landsmannschaft Saxo-Suevia Erlangen im Coburger Convent) bei, der er zeitlebens angehörte.
Nach einer längeren Karriere im Staatsdienst wurde Brucks 1916 zum „Strafanstaltsoberdirektor“ des Strafgefängnisses Tegel ernannt, das er über alle politischen Umbrüche hinweg bis 1938 leitete. Zu den Insassen, die ihm während seiner Direktorenzeit unterstanden, gehörte unter anderem der Schriftsteller Carl von Ossietzky. Zu Brucks Mitarbeitern zählte ab 1933 auch der Gefängnispfarrer Harald Poelchau.
Der Schriftsteller Alfred Polgar zeichnete 1932 in dem anlässlich der Inhaftierung von Ossietzky in der Weltbühne veröffentlichten Aufsatz „Ossietzky geht ins Gefängnis“ das folgende Porträt Brucks:
„Leiter des Gefängnis Tegel ist Oberstrafanstaltsdirektor Brucks. Tegel-Erfahrene berichten der Oberstrafanstaltsdirektor liesse es die Menschenwürde seiner Häftlinge nicht entgelten, daß sie ihre bürgerliche Würde verloren hätten, und fasse sein Amt nicht als das eines irdischen Racheengels auf. Und die Rechtsanwälte, die dabei waren, sagen, die erste Begegnung des Direktors mit Ossietzky wäre so verlaufen, daß alle, die um das Schicksal des ausgezeichneten Schriftstellers bangen, Vertrauen haben dürfen, es werde ihm als Strafgefangenen nicht mehr Unbill widerfahren als schon in der Tatsache Strafgefangene zu sein einbegriffen ist.“

### Auseinandersetzungen mit dem NS-Staat
Brucks, den Klaus Harpprecht als „knorrig-konservativer Beamten“ gekennzeichnet hat, stand in einem distanzierten Verhältnis zu den 1933 zur politischen Macht gelangten Nationalsozialisten: Liebchen zufolge konnten diese unter Brucks Ägide in der Anstalt Tegel, anders als in den meisten anderen Teilen des Strafvollzugswesens, „nie recht Fuß fassen“.
Seine distanzierte Haltung zum neuen Staat und seinen Willen, den fragwürdigeren Praktiken der neuen Machthaber entgegenzutreten, fasste er häufig mit den Worten zusammen:
„Wenn es nötig ist hebe ich nicht nur das Händchen, sondern wie die Hunde auch das Beinchen.“
1933 wurde der Kleinkriminelle Adolf Rall in Brucks Anstalt eingeliefert. Im September 1933 meldete Rall sich bei Brucks und stellte wichtige Angaben im Zusammenhang mit dem Reichstagsbrand in Aussicht. In einer Vernehmung durch Brucks machte Rall kaum nachprüfbare Angaben, in denen er behauptete, die Berliner SA, der er bis 1933 angehört habe, sei für die Inbrandsetzung des Reichstagsgebäudes im Februar 1933 verantwortlich gewesen. Er verwies dazu unter anderem auch auf Übungen mit zeitverzögert selbstentzündlichen Chemikalien, an denen er 1932 als SA-Angehöriger beteiligt gewesen sei.
Brucks schickte das Protokoll der Vernehmung an den Oberreichsanwalt in Leipzig, um eine Zuziehung von Rall als Zeugen im Reichstagsbrandprozess anzuregen. Da der Protokollant Karl Reineking – ebenfalls ein SA-Angehöriger – den Führer der Berliner SA Karl Ernst hierüber verständigte, konnte das Protokoll jedoch rechtzeitig abgefangen werden. Rall wurde kurze Zeit später auf Veranlassung von Ernst und dem Gestapo-Chef Rudolf Diels ins Geheime Staatspolizeiamt verlegt und in der Nacht vom 1. zum 2. November 1933 außerhalb von Berlin von SA-Angehörigen erschossen. Ein Ermittlungsverfahren wurde tags darauf auf persönliche Anordnung von Hermann Göring eingestellt.
Brucks versuchte fortan wiederholt in dieser Sache für Aufklärung zu sorgen: Am 12. Dezember 1933 erschien im Pariser Tageblatt ein Artikel „Unbequemer Mitwisser beseitigt“ über die Ermordung Ralls, von dem Alexander Bahar und Wilfried Kugel annehmen, dass er auf Angaben Brucks basierte. Seit Dezember 1933 versuchte Brucks immer wieder, die Akten zum Fall Rall in seinen Besitz zu bekommen, anscheinend um sie als Druckmittel zu benutzen und somit eine Aufklärung des Falles zu fordern. Seine diesbezüglichen wiederholten Schreiben an den Oberreichsanwalt und andere Staatsstellen blieben entweder unbeantwortet oder wurden mit Unauffindbarkeit und ähnlichen Begründungen negativ beschieden.
Am 22. April 1938 forschte Brucks erneut mit einem, diesmal äußerst kritisch formulierten, Schreiben an den Oberreichsanwalt nach den Rall-Akten:
„Ende Oktober 1933 habe ich anlässlich des Strafprozesses gegen den van der Luppe [richtig Marinus van der Lubbe] der anlässlich des Brandes im Reichstag wegen Brandstiftung verurteilt wurde, Mitteilungen aus hiesigen Gefangenenkreisen an den Herrn Oberregierungsrat gelangen lassen welche Enthüllungen des Strafgefangenen Rall enthielten, wonach die NSDAP verdächtigt wurde, der Brandstiftung nahezustehen. Ich bitte um möglichst beschleunigte Mitteilung ob die Personalakten Rall sich dort befinden, im bejahenden Falle um ihre schleunige Zurücksendung.“
Das Schreiben landete schließlich im Geheimen Staatspolizeiamt, dessen Bearbeitungsvermerke bis Anfang Mai 1938 reichen („Antworten dass die Personalakten Rall sich bei den Strafsachen gegen van der Lubbe nicht haben ermitteln lassen“).

### Der Todesfall Felix Brucks
Am 2. Mai 1938 trat Brucks offiziell einen Erholungsurlaub an. Wie Kugel/Bahar bei ihren Nachforschungen feststellten, teilte am gleichen Tag ein Regierungsrat Hansen dem Kammergericht mit, dass er die Vorstandsgeschäfte des Strafgefängnisses Tegel in Berlin übernommen habe, was sie als „eine ungewöhnliche Art auf eine Urlaubsvertretung hinzuweisen“ kennzeichnen. Sie vermerken zudem, dass in der Personalakte Brucks kein Urlaubsantrag zu finden ist, obwohl derartige Anträge sonst sehr sorgfältig dort abgeheftet wurden.
Am 7. Juni 1938 wurde Brucks – nach der auffällig langen Urlaubszeit von fünf Wochen – wegen Blutzirkulationsstörungen vier Wochen arbeitsunfähig geschrieben. Am 8. Juni starb er als Beamter, ohne ein Testament zu hinterlassen. Die Todesursache ist, da kein Totenschein erhalten ist, unbekannt.
Am 11. Juni 1938 wurde ein Nachruf seiner Mitarbeiter veröffentlicht, in dem es heißt:
„Kurz nach seiner Rückkehr aus dem Sommerurlaub, der ihm die in einem Kurort gesuchte Verbesserung seines langjährigen Leides nicht gebracht hatte, verstarb am 8. Juni 1938 unser Anstaltsvorstand Herr Oberregierungsrat Felix Brucks. 22 Jahre lang hat er die Tegler Anstalt geleitet. Frohsinn und Humor, unbeirrbare Gerechtigkeit und wohlwollende Güte zeichneten ihn aus und machten ihn zu einem wahrhaft väterlichen Vorgesetzten. Der Verstorbene wird und in alle Zukunft unvergessen bleiben. Die Gefolgschaft des Strafgefängnisses Tegel.“

## Schriften
- „Die innere Organisation der Gefangenenanstalten in Deutschland“, in: Erwin Bumke [Hrsg]: Deutsches Gefängniswesen, 1930.